# دانيلو سيكان
دانيلو سيكان (مواليد 16 أبريل 2001) هو لاعب كرة قدم أوكراني يلعب كمهاجم في نادي إيليتشيفيتس ماريوبول على سبيل الإعارة.

## روابط خارجية
- دانيلو سيكان على موقع الاتحاد الأوربي (الإنجليزية)
- دانيلو سيكان على موقع اتحاد تركيا (لاعب) (الإنجليزية)
- دانيلو سيكان على موقع اتحاد أوكرانيا (الإنجليزية)
- دانيلو سيكان على موقع قاعدة بيانات كرة القدم.إي يو (الإنجليزية)
- دانيلو سيكان على موقع ليكيب (الفرنسية)
- دانيلو سيكان على موقع ناشيونال فوتبول تيمز (الإنجليزية)
- دانيلو سيكان على موقع Soccerway.com (الإنجليزية)
- دانيلو سيكان على موقع عالم كرة القدم.نت (الإنجليزية)
- دانيلو سيكان على موقع AS.com (الإسبانية)